# Beto Simonetti
José Alberto Ribeiro Simonetti Cabral é um advogado brasileiro (Manaus, 29 de abril de 1977), presidente da Ordem dos Advogados do Brasil (OAB) no triênio 2022-2025.

## Biografia
Natural de Manaus, Beto Simonetti pertence a uma família ligada ao Sistema de Justiça. É filho de Alberto Simonetti Cabral Filho, que foi quatro vezes presidente da seccional da OAB no Amazonas; e irmão de Alberto Simonetti Cabral Neto, ex-conselheiro federal da Ordem.
Registrado na seccional da OAB no Amazonas com o número 3725, Simonetti é pós-graduado em direito penal e em processo penal pela Universidade Federal do Amazonas (UFAM). Atua, principalmente, na Justiça Federal e nos tribunais superiores. É sócio do Simonetti & Paiva Advogados, fundado em 1974 e o segundo escritório a obter registro junto à OAB-AM.
Em 31 de janeiro de 2022, Simonetti foi eleito presidente da OAB Nacional com 77 votos válidos de um total de 80.